# Fast approximate anti-aliasing
Le Fast Approximate Anti-Aliasing (FXAA) est un algorithme d'anticrénelage créé par Timothy Lottes.
Contrairement aux précédentes techniques d'anti-aliasing qui procédaient généralement à un traitement sur l'intégralité de chaque image, l'idée ici repose sur une analyse des zones de jonction entre deux surfaces différentes. Ainsi, on ne modifie que certaines zones très ciblées et l'on gagne du temps dans le rendu de l'image à traiter. Dans la pratique, cette technique est principalement utilisée dans les jeux vidéo afin d'obtenir un bon compromis entre le temps pris, la puissance matérielle nécessaire, et la qualité de ce traitement.
Dans les faits, il s'agit d'un traitement « bon marché » fait pour des plates-formes électroniques peu puissantes et donc, grand-public, et correspondent, en matière de qualité, à un FSAA d'environ x6 (i.e : entre le x4 et x8).